# Schwarzhäupterhaus

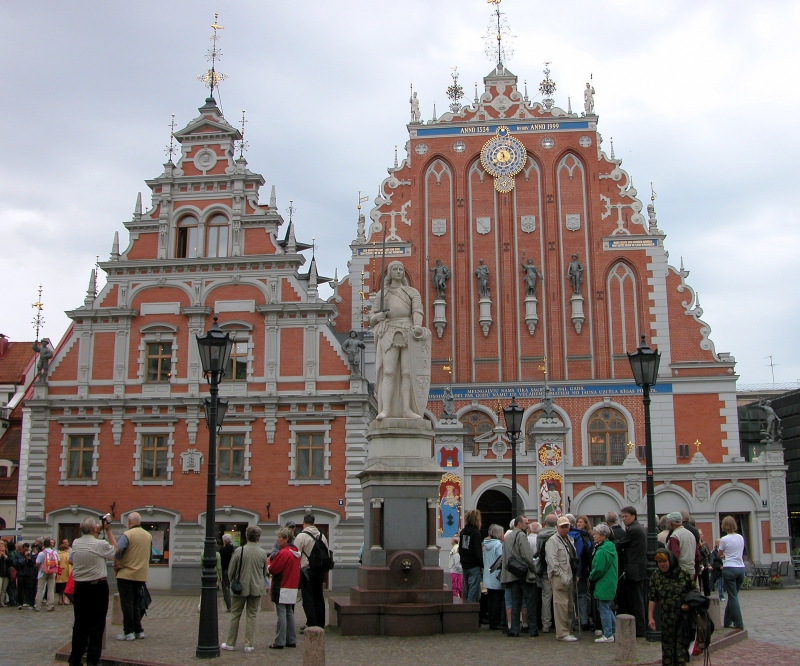
Das Schwarzhäupterhaus in Riga

Ein Schwarzhäupterhaus (auch Schwarzenhäupterhaus) ist das Versammlungshaus der Bruderschaft der Schwarzhäupter, einer Vereinigung unverheirateter Kaufleute in den Hansestädten des Baltikums. Der Name leitet sich vom Heiligen Mauritius ab, dem stets dunkelhäutig dargestellten Schutzpatron der Bruderschaft. Diese Bruderschaft gab es nur in Alt-Livland, im heutigen Estland und Lettland. Nach der Aufnahme in die Gilde führte die Karriere die erfolgreichsten Kaufleute oft in den Rat der Stadt.

## Schwarzhäupterhaus in Riga
Das bekannteste Schwarzhäupterhaus befindet sich, seit 1999 originalgetreu wiederaufgebaut, auf dem Rathausplatz von Riga.

## Schwarzhäupterhaus in Tallinn

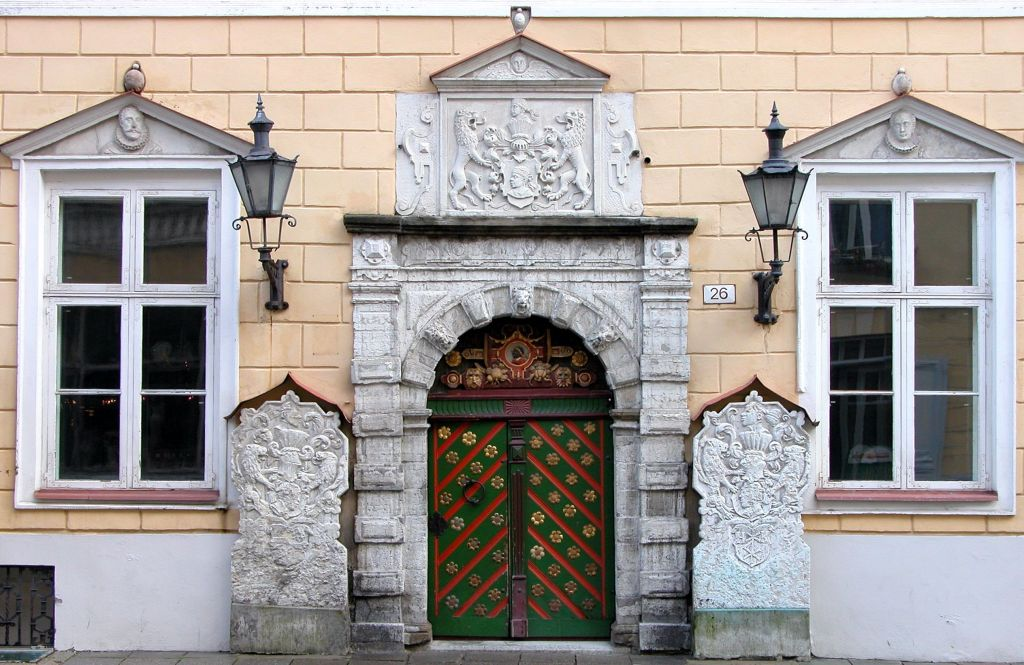
Eingang zum Schwarzhäupterhaus in Tallinn

Das Schwarzhäupterhaus in Tallinn, früher Reval, wurde um 1597 errichtet. Die Fassade des Hauses, mit ihrem schön gearbeitetem Portal, ist im Stile der Niederländischen Renaissance des 16. Jahrhunderts gehalten. Auf Höhe des Erdgeschosses befinden sich die Wappen der Hansekontore Brügge, Nowgorod, London und Bergen.
Die Bruderschaft im heutigen Tallinn bestand von 1399 bis 1940. Die russischen Zaren Peter I., Paul und Alexander I. waren Ehrenmitglieder der Bruderschaft und haben dieses Haus besucht.